# ダニー・トレバサン
ダニー・トレバサン（Danny Trevathan 1990年3月24日- ）はオハイオ州ヤングスタウン出身のアメリカンフットボール選手。現在NFLのシカゴ・ベアーズに所属している。ポジションはラインバッカー。

## 経歴

### プロ入り前
オハイオ州ヤングスタウンで生まれた彼は、フロリダ州リーズバーグの高校に進学した。
ケンタッキー大学に進学し、2008年は主にスペシャルチームとして全13試合に出場し5タックルをあげて、ジョージア大学戦では相手のキックをブロックした。2009年、先発6試合を含む13試合に出場、チーム2位の82タックルをあげた。ジョージア大学戦では第4Qに1ヤードラインでファンブルリカバーし、番狂わせに貢献した。2010年、サウスイースタン・カンファレンストップの144タックルをあげて、カンファレンスのファーストチームに選ばれた。2011年もカンファレンストップのタックルをあげたが、カレッジフットボール最高のラインバッカーに与えられるディック・バトカス賞のセミファイナリストには残れなかった。

### デンバー・ブロンコス
2012年のNFLドラフト6巡でデンバー・ブロンコスに指名された。D・J・ウィリアムズが9試合出場停止となったこともあり、ニッケルパッケージで起用された。
2013年、第5週のダラス・カウボーイズ戦では48-48の同点の場面でトニー・ロモのパスをダイビングしてインターセプトをマーク、これが決勝FGにつながり、チームは51-48で勝利した。この年、急成長し、ディフェンスの出場スナップ数では、クリス・ハリスに次いでチーム2位の数字を残した。チームはこの年、第48回スーパーボウルに進出、スーパーボウルを前に、相手RBマーショーン・リンチを封じ込めたいと意気込みを語った。
2014年、8月練習中にひざを骨折し、レギュラーシーズン最初の3試合を欠場、その後第5週の試合に途中出場、第6週のニューヨーク・ジェッツ戦に先発したが、左膝を負傷し、復帰可能なオプション付きの故障者リスト入りした。第14週のサンディエゴ・チャージャーズ戦で膝蓋腱を痛めてシーズン絶望となった。
2015年は、ブロンコスの第50回スーパーボウル制覇にチームメートとともに貢献した。

### シカゴ・ベアーズ
2016年3月9日、シカゴ・ベアーズと4年契約を結んだ。
シーズン開幕戦のヒューストン・テキサンズ戦で11タックル、ブロック・オズワイラーをサックするなど23–14での勝利に貢献した。11月28日にIR入りした。
2017年シーズンは12試合の先発で89回のタックル(60回のソロタックル)、5回のパスディフレクト、2回のサック、1回のインターセプトを記録した。

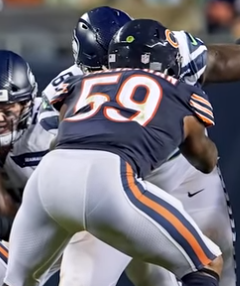
2018年シーズン、シアトル・シーホークス戦に出場するトレバサン

2018年シーズン、第2週マンデーナイトフットボールのシアトル・シーホークス戦では6回のソロタックル、2回のサック、1回のファンブルフォースを記録して24–17の勝利に貢献した。また、NFCの守備部門の週間MVPに選ばれた。
このシーズンは16試合すべてに先発し、102タックル、2サック、2インターセプト、1ファンブルフォース、1ファンブルリカバーを記録した。この年チームは地区優勝を果たした。

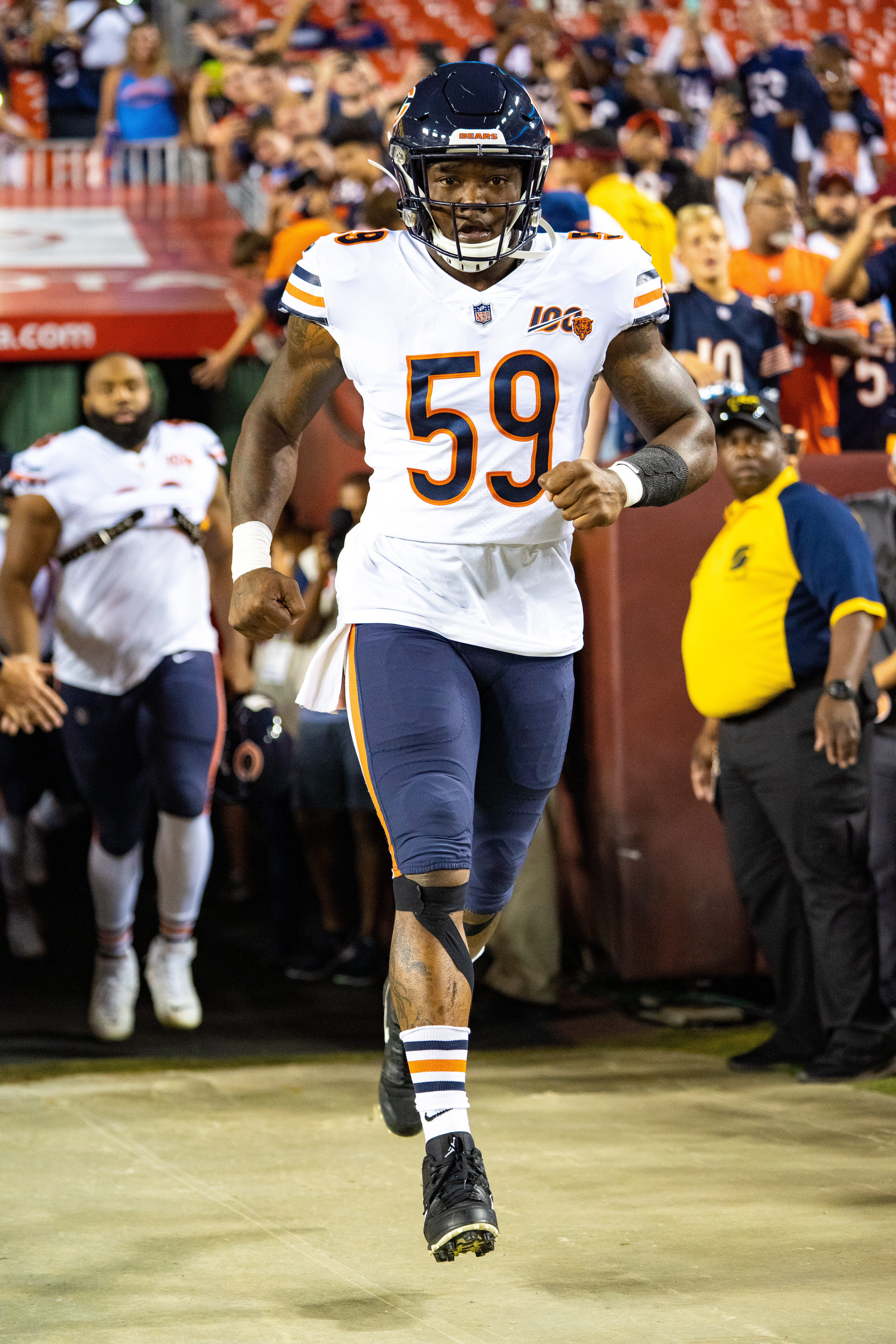
2019年シーズン、ワシントン・レッドスキンズ戦に出場するトレバサン

2019年シーズン、12月18日にIR入りした。このシーズンは9試合の出場に留まった。
2020年3月16日にベアーズと3年契約を結んだ。